# Дестивель, Иакинф
Иакинф Дестивель ОР (фр. Hyacinthe Destivelle, при рождении Лора́н Жак Юбе́р Дестиве́ль, фр. Laurent Jaques Hubert Destivelle; род. 1970, Париж, Франция) — католический священник, монах, общественный деятель, богослов.

## Биография

### Образование
- Институт политических исследований (Париж)
- В 2001—2003 годах обучался на магистерском курсе Свято-Сергиевского православного богословского института в Париже.
- В 2003—2005 годах обучался в аспирантуре философского факультета Санкт-Петербургского государственного университета. Кандидат философских наук[1].
- 11 декабря 2008 года на совместном заседании преподавательских составов Института славянских исследований Университета Париж IV Сорбонна, Католического института Парижа и Свято-Сергиевского богословского института защитил докторскую диссертацию на тему: «Реформа церковных академий и преподавание православного богословия в России в начале XX века». По результатам голосования были присуждены учёные степени: доктора философии по славистике Парижского университета Сорбонна (Париж 4), доктора богословия Католического института Парижа и степень доктора религиозных наук Свято-Сергиевского православного богословского института[2][3].

### Церковное служение
После окончания института политических наук, один год отслужил в армии, был моряком на авианосце «Фош».
В детстве пел в известном церковном хоре Les petits chanteurs à la croix de bois.
В 1994 году поступил в орден доминиканцев и принял монашеский постриг под именем Иакинф, в честь французского доминиканца Иасента Мари Кормьера, причисленного к лику блаженных в 1994 году.
В 2001 году рукоположен в сан священника.
В 2005—2010 годах — директор парижского научно-церковного центра «Истина», специализирующегося в области православно-католического диалога, а также главный редактор журнала «Истина». Преподавал экклезиологию на богословском факультете Парижского католического университета и являлся членом Православно-католического богословского комитета Франции, а также членом Международной академии религиозных наук (Académie internationale des sciences religieuses).
Преподавал в Русской духовной семинарии во Франции.
С августа 2010 года — декан Северо-Западного региона Архиепархии Матери Божией с центром в Москве.
С декабря 2010 года — настоятель прихода Святой Екатерины в Санкт-Петербурге.
25 января 2011 года во время торжественного богослужения архиепископ Паоло Пецци, митрополит архиепархии Матери Божией в Москве, официально ввёл его в должность настоятеля прихода св. Екатерины Александрийской в С-Петербурге.
Член совета священников Архиепархии Божией Матери в Москве.
С 24 марта 2011 года — член Консультативного Совета по делам национально-культурных объединений при Правительстве Санкт-Петербурга.
В июле 2013 года получил назначение в Папский совет по содействию христианскому единству, после чего был освобождён от обязанностей декана Северо-западного региона архиепархии Матери Божией и настоятеля прихода Святой Екатерины и покинул Россию.

## Награды
- Орден преподобного Серафима Саровского 3 степени (РПЦ, 22 мая 2017) — «во внимание к трудам по принесению мощей святителя и чудотворца Николая»[11].

## Труды
Труды на русском языке
- Иакинф Дестивель. Поместный Собор Российской Православной церкви 1917-1918 годов. — М.: Издательство Крутицкого Патриаршего подворья при Синодальном отделе по делам молодежи Московского Патриархата, 2008 год. — 312 с. — (Материалы по истории Церкви).

Труды на французском языке
- Hyacinthe Destivelle. Les Sciences théologiques en Russie. Réforme et renouveau des Académies ecclésiastiques au début du XXe siècle. — Париж: Éditions du Cerf, 2010 год. — 973 с. — ISBN 978-2-204-09039-1.
- Hyacinthe Destivelle. Le Concile de Moscou (1917-1918). La création des institutions conciliaires de l'Église orthodoxe russe. — Париж: Éditions du Cerf, 2006 год. — ISBN 2-204-07649-X.
- Hyacinthe Destivelle. L'Ecclésiologie eucharistique. — Париж: Éditions du Cerf, 2009 год. — ISBN 978-2-204-08920-3.
- Hyacinthe Destivelle. Composition et procédures de décision au concile local de Moscou de 1917-1918 : les principes et leur application (фр.) // Nouveaux apprentissages pour l'Église : сборник. — Париж: Éditions du Cerf, 2006 год. — P. 195-321. — ISBN 2-204-08075-6.

Труды на итальянском языке
- Hyacinthe Destivelle. La Chiesa del Concilio di Mosca: (1917-1918). — Рим: Qiqajon, 2003 год. — ISBN 8882271420.

Переводы на французский язык
- Les Fondements de la doctrine sociale / Переводчики: Иакинф Дестивель, иеромонах Александр (Синяков) и Клер Черникина. — Париж: Éditions du Cerf, 2007 год. — 189 с. — ISBN 978-2-204-08567-0.